# Elecciones provinciales de Corrientes de 1983
Las elecciones generales de la provincia de Corrientes de 1983 tuvieron lugar el 30 de octubre del mencionado año con el objetivo de restaurar las instituciones constitucionales democráticas de la provincia luego de siete años de la dictadura militar autodenominada Proceso de Reorganización Nacional, instaurada en 1976. Se llevaron a cabo al mismo tiempo que las elecciones presidenciales y legislativas a nivel nacional. Se debía elegir a los 26 electores que elegirían al Gobernador y al Vicegobernador, a los 26 miembros de la Cámara de Diputados y a los 13 miembros del Senado Provincial.
El Pacto Autonomista - Liberal, que aglutinaba a las dos principales fuerzas conservadoras de la provincia (el Partido Liberal y el Partido Autonomista), presentó dos candidatos, la del autonomista José Antonio Romero Feris, y la del liberal Ricardo Guillermo Leconte. La candidatura de Romero Feris obtuvo la primera minoría de votos con el 29.18% de los sufragios y obtuvo 9 electores. Le siguió Julio Romero, el gobernador constitucional antes de la dictadura, del Partido Justicialista, con el 22.94% y 6 electores. Armando Romero, de la Unión Cívica Radical, obtuvo el 20.70% y 6 electores también. Leconte quedó en último lugar en el reparto de electores, con el 17.43% de los sufragios y los 5 lugares restantes. En el Colegio Electoral, los electores de Leconte apoyaron a Romero Feris, garantizando su elección como gobernador e iniciando más de una década de dominación electoral de las fuerzas conservadoras provinciales.
En el plano legislativo, el Pacto tomó el control de ambas cámaras con cuatro senadores autonomistas y tres liberales (7 sobre 13) contra tres justicialistas y tres radicales. También obtuvo 13 de los 26 diputados (ocho autonomistas y cinco liberales) contra seis de la UCR, seis del PJ y uno del Movimiento de Integración y Desarrollo (MID).

## Resultados

### Gobernador y Vicegobernador
El Pacto Autonomista - Liberal establecía que ambas fuerzas buscarían consagrar gobernador al que encabezara el binomio más votado, mientras que el compañero de fórmula de la segunda lista más votada sería proclamado como vicegobernador
En el Colegio Electoral, los electores de Leconte garantizaron la elección de Romero Feris, pero el compañero de fórmula liberal, García Enciso, fue quien resultó elegido vicegobernador para garantizar la heterogeneidad del gobierno de coalición. Fue la única ocasión en la que se empleó esta metodología, ya que a partir de entonces se acordó que a un gobernador autonomista lo sucedería uno liberal, aplicándose el mismo precepto para la vicegobernación, por lo que desde 1987 el Pacto presentó una fórmula única.
|  | 29.18 % |

|  | 22.94 % |

|  | 20.70 % |

|  | 17.43 % |

|  | 3.95 % |

|  | 2.29 % |

|  | 1.39 % |

|  | 0.91 % |

|  | 0.66 % |

|  | 0.54 % |

|  | 97.69 % |

|  | 1.83 % |

|  | 0.48 % |

|  | 100.00 % |

|  | 77.26 % |

### Cámara de Diputados
|  | 28.59 % |

|  | 23.10 % |

|  | 21.01 % |

|  | 16.97 % |

|  | 4.26 % |

|  | 2.23 % |

|  | 1.55 % |

|  | 0.92 % |

|  | 0.81 % |

|  | 0.56 % |

|  | 97.25 % |

|  | 2.19 % |

|  | 0.56 % |

|  | 100.00 % |

|  | 77.26 % |

### Cámara de Senadores
|  | 28.89 % |

|  | 23.12 % |

|  | 21.13 % |

|  | 16.90 % |

|  | 4.12 % |

|  | 2.18 % |

|  | 1.51 % |

|  | 0.93 % |

|  | 0.67 % |

|  | 0.55 % |

|  | 96.99 % |

|  | 2.47 % |

|  | 0.54 % |

|  | 100.00 % |

|  | 77.26 % |